# لشکر ۹۷ پیاده (ایالات متحده آمریکا)
لشکر ۹۷ پیاده (انگلیسی: 97th Infantry Division) لشکر پیاده‌نظام نیروی زمینی ایالات متحده آمریکا است، که در سال ۱۹۱۸ تأسیس شد.
لشکر ۹۷ پیاده، واحدی از ارتش ایالات متحده در جنگ جهانی اول و جنگ جهانی دوم بود. این لشکر که به دلیل نشان شانه‌اش، یک نیزه سه شاخه عمودی به رنگ سفید در پس‌زمینه آبی، به "لشکر نیزه سه شاخه" معروف بود، در ابتدا برای حملات آبی-خاکی به عنوان آمادگی برای استقرار در جبهه اقیانوس آرام آموزش دیده بود. این لشکر در سال ۱۹۴۴، زمانی که نیاز به جایگزینی تلفات نبرد بولج بود، به اروپا اعزام شد.